# Eclissi solare del 10 giugno 2021
L'eclissi solare del 10 giugno 2021 è un evento astronomico che ha avuto luogo il suddetto giorno attorno alle ore 10.43 UTC.